# HBL FC
El HBL F.C. es un equipo de fútbol de Pakistán que juega en la Liga Premier de Pakistán, la liga de fútbol más importante del país.

## Historia
Fue fundado en el año 1975 en la ciudad de Karachi y su nombre se debe a su dueño, el Habib Bank Limited, por lo que se les conoce como the Bankers. Ha sido campeón de Liga en 1 ocasión y ha sido subcampeón en 3 oportunidades y es uno de los equipos fundadores del formato reciente de Liga Premier. Ha sido campeón de copa en 1 ocasión.
A nivel internacional ha participado solamente en 1 torneo continental, en la Copa de Clubes de Asia de 1987, donde fue eliminado en la Ronda Clasificatoria por el Malavan FC de Irán, el Saunders SC de Sri Lanka y el Victory SC de las Islas Maldivas.

## Palmarés
- Premier League: 1

1982
- - Subcampeón: 3

1983, 1991, 2000
- National Football Challenge Cup: 1

1985

## Participación en competiciones de la AFC
- Copa de Clubes de Asia: 1 aparición

1987 - Ronda Clasificatoria